# Titus Oates
Pour les articles homonymes, voir Oates.
Compléments
Oates, parjure célèbre, monta de toutes pièces le « complot papiste »
Titus Oates, né le 15 septembre 1649 à Hastings et mort le 12 ou 13 juillet 1705, est un célèbre parjure du XVIIe siècle. Cet ecclésiastique anglican inventa de toutes pièces un faux complot catholique visant à tuer le roi Charles II d'Angleterre.

## Biographie
Le prêtre anglican Titus Oates annonça  en 1678 avoir découvert un « complot papiste » visant à assassiner le roi Charles II et à le remplacer par Jacques, son frère de confession catholique. La plupart des Églises protestantes accordèrent en réaction un soutien massif aux whigs anglicans, qui remportèrent une grande majorité des sièges à la Chambre des communes. En 1679, les whigs voulurent adopter l'Exclusion Bill afin d'interdire à Jacques l'accès au trône. Néanmoins, le Parlement fut dissout par Charles à chaque fois que le projet de loi se représentait et ce dernier rejeté par la Chambre des lords. Finalement, vers 1681, à la fin de cette crise de l'Exclusion Bill, on découvrit qu'Oates avait menti et que ce complot n'était que supercherie.
Une fois le roi catholique Jacques II parvenu sans encombre sur le trône en 1685, il fit juger Oates, lequel fut condamné à la perte de sa dignité cléricale, à l'emprisonnement à vie, mais aussi à s'exposer une fois par an (pendant quatre jours) au pilori. Oates fut sorti de sa cellule vêtu d'un chapeau où il était écrit : « Titus Oates, reconnu coupable de plein droit de deux sordides parjures ». Le pilori fut installé à l'entrée de Westminster Hall, où les passants lui lançaient des œufs. Le jour suivant, le pilori fut transporté au centre de Londres, puis le troisième jour Titus Oates fut dénudé, ligoté à une charrette puis fouetté depuis Aldgate jusqu'à Newgate. Un autre fouettage reprit le jour suivant. Le juge de l'affaire, le baron Jeffreys, déclara en outre qu'Oates était une « honte pour l'humanité ».
En 1689, à la suite de la Glorieuse Révolution et de l'accession au trône de Guillaume III d'Orange-Nassau et de Mary II d'Angleterre, Oates fut relâché. Il garda une réputation peu enviable mais on lui attribua malgré cela une pension (entre 200 et 300 livres par an) durant la majeure partie du reste de sa vie. Aujourd'hui, ce personnage obscur reste assez occulté de l'histoire du Royaume-Uni.

## Insolite
En 2005, l'émission History de la BBC le désigna comme le « Pire Britannique du XVIIe siècle » (BBC). En 2006, Titus Oates atteignit la sixième place dans le classement des pires Britanniques de ces mille dernières années. (BBC)

## Samuel Oates
Son père, Samuel Oates, était pasteur baptiste dans les années 1640.